# راونی شورت
راونی شورت (به صربی: Ravni Šort) یک منطقهٔ مسکونی در صربستان است که در کورشوملیا واقع شده‌است. راونی شورت ۵۱ نفر جمعیت دارد.